# Templo de Ceto
O Templo de Ceto (em indonésio: Candi Ceto ou Candi Cetho) é um candi ( templo hindu) situado na encosta noroeste do monte Lawu, na província de Java Central, junto à fronteira com a província de Java Oriental, Indonésia, perto do templo de Sukuh.
Situado a 1 495 m de altitude, Ceto é um dos vários templos hindus construídos no século XV nas encostas do vulcão Lawu. Nessa época, a religião e arte javanesas tinham divergido dos preceitos indianos que tinham tido grande influência no estilo dos templos javaneses dos séculos VIII a X. A região do monte Lawu foi a última área onde houve construção significativa de templos em Java antes das cortes da ilha se terem convertido ao islão no século XVI. As caraterísticas únicas do templo e a inexistência de registos sobre as cerimónias e crenças javanesas desse tempo tornam difícil aos historiadores a tarefa de interpretarem o significado do monumento.